# Ouragan Charley
Pour les articles homonymes, voir Cyclone tropical Charley.
L’ouragan Charley, troisième cyclone de la saison 2004, fut le plus violent ouragan à frapper les États-Unis depuis Andrew, en 1992. Mais la saison cyclonique 2005 verra des ouragans encore plus violents toucher les États-Unis.

## Évolution météorologique
Une onde tropicale apparait le 4 août au large de l’antarctique . Peu active, cette onde traverse l'Atlantique d'est en ouest en s'organisant progressivement. Le 9 août, cette onde tropicale, approchant les Antilles, est promue troisième dépression tropicale de la saison cyclonique 2004 à 80 km au sud-est de l'île de la Grenade. Le 10 août, la troisième dépression devient une tempête tropicale et est nommée Charley. Charley se renforce régulièrement et devient un ouragan le 11 à une centaine de kilomètres au sud-ouest de la Jamaïque. Puis, Charley remonte vers le nord, en direction de Cuba, en continuant de se renforcer. Il atteint la catégorie 2 le 12 août vers 15h00 UTC. Sa trajectoire l'emmène sur la côte Sud de Cuba, l'œil touchant terre le 13 août vers 4h00 UTC. Les vents soutenus à 105 nœuds le font classer en catégorie 3. Deux heures plus tard, l'œil de Charley repart en mer mais il est affaibli par son passage sur Cuba. Charley passe au-dessus des îles Dry Tortugas et est rétrogradé en catégorie 2 avec des vents soutenus à 95 nœuds le 13 août à 1200 UTC environ. Le cyclone s'oriente alors vers le Nord-Nord-Est, en direction de la Floride et s'intensifie rapidement. Le 13 août vers 17h00 UTC, Charley devient un ouragan de catégorie 4. Le même jour à 19h45 UTC, Charley frappe au sud de la Floride. Il traverse ainsi la Floride, passant le 14 août vers 1h00 UTC au-dessus d'Orlando avec des vents soutenus à 75 nœuds. Charley repart ensuite le 14 août vers 3h30 UTC sur l'océan Atlantique. Il n'y a pas de modification notable dans l'intensité ou la direction de Charley, restant un ouragan se dirigeant vers le Nord-Nord-Est. L'œil touche de nouveau terre, pour la dernière fois, le 14 août à 16h00 UTC à la frontière entre la Caroline du Nord et la Caroline du Sud. L'ouragan est alors rétrogradé en tempête tropicale, puis retourne sur l'océan Atlantique le 15 à 0h00 UTC. Il longe la côte et se dissipe le 15 août à 12h00 UTC au large du Massachusetts.

## Impact

Ouragan Charley touchant terre le 31 août 2004 en Floride à une intensité de Catégorie 4. Le plus puissant en douze ans à frapper la côte américaine

Bien que l'œil de Charley n'ait pas touché la Jamaïque, un mort fut reporté. À Cuba, quatre morts furent recensés. 
Les États-Unis furent les plus durement touchés. Les estimations des dégâts sont de l'ordre de 16 milliards de dollars. Il est ainsi le cinquième ouragan le plus coûteux, après Katrina, Andrew, Wilma et Hugo.
|                       | Décès |
| --------------------- | ----- |
| États-Unis d'Amérique | 29    |
| Cuba                  | 4     |
| Jamaïque              | 1     |